# Barbie in: Der Nussknacker
Barbie in: Der Nussknacker (Original: Barbie in the Nutcracker) ist ein Film von Owen Hurley, der im Jahr 2001 erschien. Er ist der erste von bisher 34 computeranimierten Filmen von Barbie. Die Handlung beruht auf der Erzählung Nußknacker und Mausekönig von E.T.A. Hoffmann.

## Handlung
Um Mitternacht erwacht Claras Nussknacker, den sie von ihrer Tante bekommen hat, zum Leben. Der Mäusekönig und seine Armee stürmen um die gleiche Zeit Claras Heim. Als Clara versucht, ihren Nussknacker vor dem Mäusekönig zu schützen, wird sie durch dessen Zepter geschrumpft.
Clara und der Nussknacker schaffen es, die Mäuse zu vertreiben. Allerdings ist Clara nun klein. Der Nussknacker erzählt, dass er früher keiner war. Eine Eule rät den beiden, die Zuckerfee aufzusuchen. Clara und der Nussknacker machen sich auf dem Weg. Allerdings werden sie weiterhin von dem Mäusekönig und seinem Handlanger, einer Fledermaus, verfolgt. Unterwegs treffen sie Kinder aus einer zerstörten Süßigkeitenstadt, die auch vom Mäusekönig zerstört wurde, und eine kleine Truppe von Menschen, die sich vor dem Mäusekönig verstecken. Mit den Anführern der Menschen machen sich Clara und der Nussknacker weiterhin auf die Suche nach der Zuckerfee.
Clara erfährt, dass der Nussknacker in Wirklichkeit ein Prinz ist. Es stellt sich heraus, dass Clara die gesuchte Zuckerfee ist.
Zum Schluss verloben sich Clara und der Prinz. Jedoch kommt erneut der Mäusekönig und stiehlt Clara das Medaillon, das sie wieder nach Hause schickt und aktiviert es. Dadurch erwacht Clara aus einem Traum und findet sich in normaler Größe bei sich zuhause wieder. Claras Tante erscheint mit einem jungen Mann namens Eric. Er sei der Sohn einer alten Freundin, den sie soeben in der Stadt getroffen und prompt zu ihnen nach Haus eingeladen hat. Jener Eric, welcher Prinz Eric zum Verwechseln ähnlich sieht, ist sichtlich angetan von Clara und fordert sie sogleich zum Tanz auf. Clara nimmt an und es wird angedeutet, dass Eric und Prinz Eric tatsächlich ein und dieselbe Person sind.

## Umsetzung
Die Musik stammt aus dem Ballett Der Nussknacker von Pjotr Iljitsch Tschaikowski und wurde vom London Symphony Orchestra eingespielt. Die Vorlage für die Animation der Tanzszenen stammt von Tänzern des New York City Ballet. So sind der Tanz der Zuckerfee (in der Rahmengeschichte), Schneeflocken-Walzer, Blumenwalzer, Russischer Tanz, die Clowns von Mutter Ingwer und Pas de Deux zu sehen. Die Figur der Barbie wird im Original von Kelly Sheridan gesprochen, der Mäusekönig von Tim Curry.

## Synchronisation
Die Synchronarbeiten fanden bei der Deutschen Synchron in Berlin nach einem Dialogbuch von Lioba Schmid und unter der Dialogregie von Karin Buchholz statt.
| Rolle                      | Originalsprecher  | Deutsche Sprecher  |
| -------------------------- | ----------------- | ------------------ |
| Barbie / Clara / Zuckerfee | Kelly Sheridan    | Ilona Otto         |
| Herr Drosselmayer          | French Tickner    | Gerhard Paul       |
| Mäusekönig                 | Tim Curry         | Martin Semmelrogge |
| Prinz Erik                 | Kirby Morrow      | Gerrit Schmidt-Foß |
| Major Pfefferminz          | Christopher Gaze  | F. G. Beckhaus     |
| Oberst Karamell            | Ian James Corlett | Hans-Jürgen Wolf   |
| Lebkuchenmännchen          | Danny McKinnon    | Ricardo Richter    |